# Summerset
La ville américaine de Summerset est située dans le comté de Meade, dans l'État du Dakota du Sud.
Summerset est située le long de l'Interstate 90, entre Blackhawk (en) et Piedmont. Elle devient une municipalité en 2005.

## Démographie
| 2000 | 2010  | - | - | - | - |
| ---- | ----- | - | - | - | - |
| 335  | 1 814 | - | - | - | - |

Lors du recensement de 2010, la municipalité comptait 1 814 habitants et s'étendait sur une superficie de 2,21 milles carrés (5,72 km2).